# GGeasy
Ramon Raynny Tavares Estevam Ramalho mais conhecido como GGeasy (João Pessoa, 8 de maio de 1996), é um streamer, youtuber e jogador profissional brasileiro de Free Fire. Sendo eleito o melhor streamer da Galera (Free Fire) pelo Prêmio Booyah Awards 2021.
Campeão da Pro League Season 2 em 2019 pela equipe New X Gaming de Free Fire, no qual se destaca como o fundador e é atualmente um dos maiores influenciadores da Garena..

## Prêmios
- Campeão Pro League Brazil Season 2  (2019) - Equipe New x Gaming
- Streamer da Galera (Free Fire ) - Prêmio Booyah Awards 2021

## Ligações Externas
- Canal de GGeasy no YouTube
- GGeasy no Instagram
- GGeasy no X
- GGeasy no Facebook
- GGeasy na Booyah.live